# Tasmosalpingus
Tasmosalpingus – rodzaj chrząszczy z podrzędu wielożernych i nadrodziny zgniotków, jedyny z monotypowej rodziny Tasmosalpingidae. Obejmuje dwa opisane gatunki. Są endemitami południowo-wschodniej części Australii, zamieszkującymi Tasmanię i Wiktorię. Żerują na grzybach (mykofagi).

## Taksonomia
Rodzaj i oba jego gatunki opisane zostały w 1919 roku przez Arthura Millsa Lea. Są to:
- Tasmosalpingus quadrispilotus Lea, 1919
- Tasmosalpingus promiscuus Lea, 1919

Nazwa rodzajowa łączy w sobie Tasmanię i nazwę rodzaju Salpingus z rodziny trąbików. W 1991 roku John F. Lawrence i Everard Baldwin Britton umieścili ten rodzaj w monotypowej podrodzinie Tasmosalpinginae w obrębie Phloeostichidae. W 2005 roku Richard A.B. Leschen, John F. Lawrence i Stanisław Adam Ślipiński opublikowali wyniki analizy filogenetycznej zgniotków, na podstawie której wynieśli omawiany takson do rangi odrębnej rodziny. Rezultaty tych badań wskazują na siostrzaną relację Tasmosalpingidae i Cyclaxyridae, jednak brak jest autapomorfii dla kladu tworzonego przez te dwie rodziny i autorzy nie wykluczają, że Cyclaxyridae mogą być bliżej spokrewnione z Lamingtoniidae.

## Morfologia

### Owad dorosły
Chrząszcze o ciele długości 1,2 do 2,2 mm, najszerszym w tylnej ⅓, przewężonym między przedpleczem a pokrywami. Długość ciała jest od 1,95 do 2,05 raza większa od jego szerokości Grzbietową stronę ciała porastają delikatne, leżące włoski, krótsze i rzadsze na pokrywach niż na przedpleczu.
Głowa jest nieco dłuższa niż szeroka, z tyłu nieprzewężona, a na przedzie nieco zagięta dobrzusznie. Małe, wyłupiaste, całobrzegie, zaokrąglone oczy zbudowane są z dużych omatidiów, pomiędzy którymi brak jest włosków. Czułki osadzone są w miejscach widocznych od góry i zbudowane z 11 członów, z których trzy ostatnie formują stosunkowo słabo wyodrębnioną buławkę. Sięgający daleko przed panewki czułkowe nadustek jest słabo wyodrębniony od policzków i nieoddzielony od czoła szwem. Kształt wargi górnej jest silnie poprzeczny. Żuwaczki są płaskie, o równomiernie i słabo zakrzywionych brzegach zewnętrznych oraz o krawędziach tnących zaopatrzonych w pojedynczy ząbek przedwierzchołkowy i ograniczoną do rządka szczecinek prostekę i pozbawionych moli. Żuwka zewnętrzna jest niewiele szersza od wewnętrznej. Ostatni człon głaszczków szczękowych jest dwukrotnie dłuższy niż szeroki i silnie zwężony ku zaokrąglonemu szczytowi. Warga dolna nieco poprzeczną bródkę i niepodzielony języczek. Pregularny rejon spodu głowy jest nieco wklęśnięty. Na potylicy brak jest poprzecznej listewki, natomiast występują pośrodkowe chropowatości, służące strydulacji. Szkielet wewnętrzny głowy cechuje bardzo wąski, prosty i pozbawiony wyrostka środkowego mostek corpotentorium oraz szeroko odseparowane ramiona tentorium.
Przedplecze największą szerokość osiąga pośrodku, gdzie jest nieco szersze niż dłuższe. Jego boki obrzeżone są lekko karbowanymi listewkami przerwanymi jedynie z tyłu w miejscach pary dużych, głębokich i porośniętych szczecinkami dołków. Kąty przednie przedplecza są zaokrąglone i wystające ku przodowi, zaś tylne nieco rozwarte. Tylny brzeg przedplecza jest nieco zakrzywiony. Zabiodrowe wyrostki hypomerów są krótkie i ostre. Tarczka jest gwałtownie wyniesiona, silnie poprzeczna, z tyłu szeroko zaokrąglona. Pokrywy są trochę ponad dwukrotnie dłuższe od przedplecza i od 1,34 do 1,4 raza dłuższe niż szerokie, lekko wypukłe. Kształt ich cechują słabo zaznaczone barki i umiarkowanie zaokrąglone, z tyłu silnie się zbiegające boki. Wąskie podgięcia pokryw dochodzą tylko do połowy ich długości. Punktowanie na pokrywach nie układa się w wyraźne rzędy. Skrzydła tylnej pary są krótkie, dwukrotnie dłuższe niż szerokie, pozbawione trzeciej i czwartej poprzecznej żyłki radialnej. Przedpiersie jest nieco dłuższe od silnie poprzecznych panewek przednich bioder i zaopatrzone w płaski, nieco ku szczytowi rozszerzony wyrostek międzybiodrowy. Wspomniane panewki są szeroko otwarte z zewnątrz i zamknięte od wewnątrz. Krętarzyki są odsłonięte co najmniej częściowo. Silnie poprzeczne śródpiersie ma otwarte bocznie panewki środkowych bioder. Zapiersie jest mocno poprzeczne i wypukłe. Odnóża mają golenie z parzystymi ostrogami. Tylna para stóp jest u samicy zbudowana z pięciu, a u samca z czterech członów. Stopy pozostałych par są pięcioczłonowe u obu płci.
Na spodzie odwłoka widocznych jest pięć sternitów, z których pierwszy jest niewiele dłuższy od drugiego i zaopatrzony w zaokrąglony wyrostek międzybiodrowy. W pełni rozwinięte przetchlinki występują na błonach pleuralnych pięciu pierwszych segmentów odwłoka, natomiast przetchlinki szóstego segmentu są uwstecznione i niefunkcjonalne. Samica ma dobrze rozwinięte spiculum ventrale, zesklerotyzowaną spermatekę o smukłym i silnie zakrzywionym kształcie oraz pokładełko zbudowane z gonokoksytów mniej więcej równych rozmiarami paraproktom. Samiec ma na dziewiątym sternicie krótkie spiculum gastrale. Jego edeagus ma krótkie i szerokie, rozdzielone u nasady paramery oraz niepodzielone, wąskie u nasady i szersze u wierzchołka prącie z długim, pałkowatym sklerytem w endofallusie.

### Larwa
Larwy mają spłaszczone ciało o równoległych bokach ubarwione biało lub żółto i porośnięte długimi, delikatnymi szczecinkami. Głowa zaopatrzona jest w pięć par oczu larwalnych, z których trzy są pogrupowane, a oczy dwóch pozostałych par położone za nimi pojedynczo. Dość długie czułki budują trzy człony, z których drugi jest dwukrotnie dłuższy niż pierwszy. Narząd zmysłowy czułka jest dłuższy od jego trzeciego członu. Puszka głowowa pozbawiona jest szwu czołowo-nadustkowego, z tyłu gwałtownie wykrojona i zaopatrzona w parę krótkich wycięć ponad otworem wielkim. Aparat gębowy ma nieprzyrośniętą wargę górną, trójzębne żuwaczki z trzema przezroczystymi wyrostkami u podstawy, stępione i pozbawione wyraźnego podziału na żuwki male, trójczłonowe głaszczki szczękowe, dwuczłonowe głaszczki wargowe i krótki języczek. Podgębie pozbawione jest skleromu. Szerokość guli jest mniejsza od jej długości. Odnóża są dobrze wykształcone i mają pojedyncze szczecinki na przedstopiach. Odwłok charakteryzują pierścieniowate przetchlinki, niezmodyfikowany dziewiąty tergit, brak urogomfów oraz mały, poprzeczny dziesiąty segment przesunięty dobrzusznie tak, że niewidoczny jest patrząc od góry.

## Ekologia i występowanie
Chrząszcze te są mykofagami. W ich jelitach znaleziono strzępki i zarodniki należące prawdopodobnie do klasy strzępczaków. Osobniki dorosłe poławiane bywały do pułapek Malaise’a. Larwy przypuszczalnie są saproksyliczne, znajdowane były wśród kory kokietnika Phyllocladus aspleniifolius z rodziny zastrzalinowatych.
Owady te są endemitami południowo-wschodniej części Australii. T. quadrispilotus jest endemitem Tasmanii, zaś T. promiscuus występuje w Tasmanii i Wiktorii.